# Oceana (Virgínia Ocidental)
Oceana é uma cidade  localizada no estado norte-americano de Virgínia Ocidental, no Condado de Wyoming.

## Demografia
Segundo o censo norte-americano de 2000, a sua população era de 1550 habitantes.
Em 2006, foi estimada uma população de 1457, um decréscimo de 93 (-6.0%).

## Geografia
De acordo com o United States Census Bureau tem uma área de
3,5 km², dos quais 3,5 km² cobertos por terra e 0,0 km² cobertos por água. Oceana localiza-se a aproximadamente 366 m acima do nível do mar.

## Localidades na vizinhança
O diagrama seguinte representa as localidades num raio de 24 km ao redor de Oceana.